# 부산 구 백제병원
부산 구 백제병원(釜山 舊 百濟病院)은 부산광역시 동구에 있는 건축물이다. 2014년 12월 26일 대한민국의 국가등록문화재 제645호로 지정되었다.

## 개요
구 백제병원은 부산 최초의 근대식 개인 종합병원으로 당시 부산부립병원, 철도병원과 함께 지역에서 중요한 의료기관 건물로 근대 의료사적으로 가치가 있다.
1927년 2월, 12월에 각각 건립된 두동이 하나로 합쳐진 건물로 내부 평면이 사각형, 마름모꼴 형태의 다양한 실들로 구성되어 있으며 최초 건립되었던 1, 2, 3층에는 목조계단과 장식, 디테일 등 목재로 마감된 원형이 잘 남아 있다.

## 참고 자료
- 부산 구 백제병원 - 국가유산청 국가유산포털